# 嗜热四膜虫
嗜热四膜虫 （學名：Tetrahymena thermophila）是纤毛虫门四膜科四膜虫属下的一种。 它是一种淡水生活的游泳原生动物。 嗜热四膜虫常作为模式生物。